# Phragmipedium richteri
Phragmipedium richteri là một loài lan đặc hữu của Peru.

## Hình ảnh

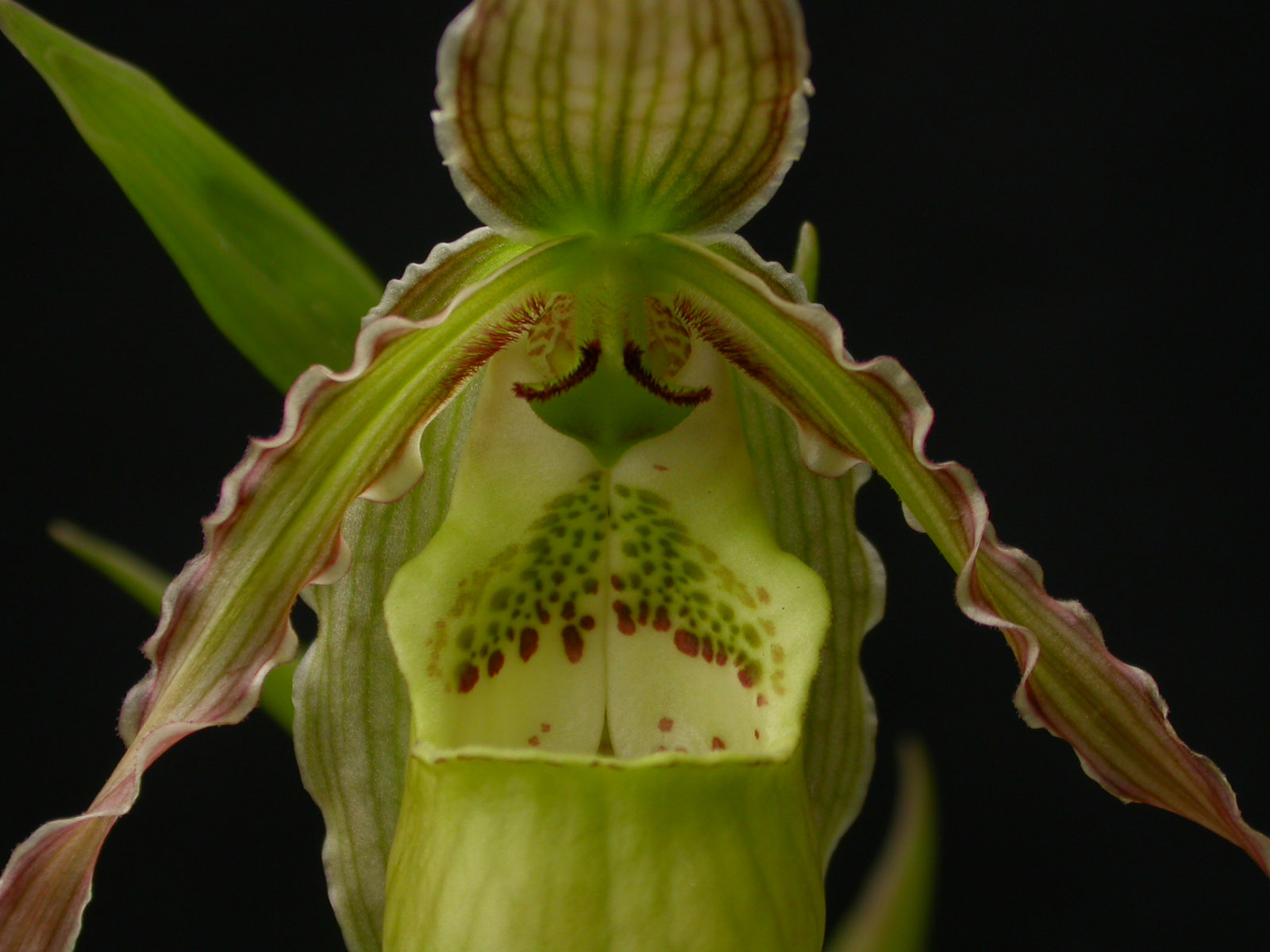
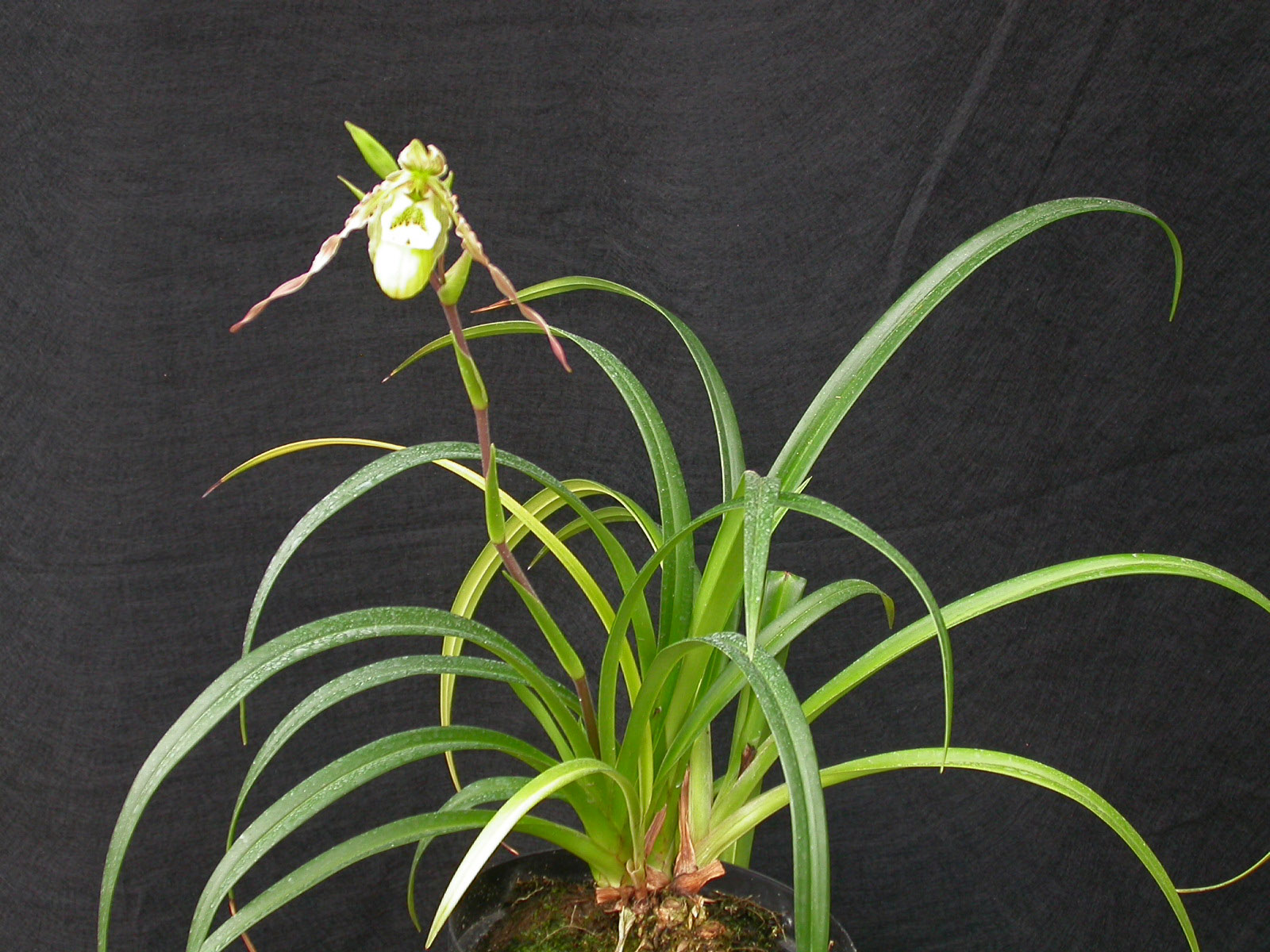